# Castell de la Real Fuerza
El Castell de la Real Fuerza es considera un distintiu exponent de l'arquitectura militar de temps del domini colonial espanyol al Carib. Enclavat a la Plaza de Armas, al centre històric de l'Havana. En la seva torre s'alça la Giraldilla, icona de la ciutat de l'Havana.

## Història
Després de la destrucció de la Fuerza Vieja, primera fortalesa havanera, comença, l'1 de desembre de 1558, l'obra del Castell de la Real Fuerza. La fortalesa s'alça en l'espai que va ocupar la primitiva plaça de la vila, davant del canal d'entrada a la Badia de l'Havana.
Les tasques, iniciades sota la direcció de l'enginyer Bartolomé Sánchez, van avançar lentament fins que, en 1562, Francisco Calona va substituir Sánchez i es va reprendre el treball de l'edifici, encara en els fonaments. Després de dinou anys es va donar per acabat l'immoble, això no obstant, a partir de 1588 es van iniciar ampliacions a la planta alta, destinades a habitatge dels governadors i, cap a 1630, es va agregar un pis a la torre sobre l'angle del baluard sud-oest. Allà es va col·locar, com penell, la Giraldilla, escultura fosa en bronze, obra de Jeroni Martínez Pinzón.
L'any 1762, quan la Presa de l'Havana pels anglesos, malgrat la seva ubicació -molt endins del canal d'entrada a la badia-, que restava efectivitat al seu caràcter defensiu, la fortificació va resistir a l'artilleria anglesa situada a l'elevació de La Cabaña, i va funcionar com un dels centres organitzatius de la defensa de la ciutat, convertint-se juntament amb el Castell del Morro en un dels principals baluards en aquella contesa.
A més de residència dels capitans generals i governadors de Cuba, el Castell de la Real Fuerza de l'Havana va servir per guardar l'or, la plata i altres mercaderies de valor que arribaven en trànsit cap a Espanya. Després de 1762, en reprendre la metròpoli el domini colonial de la ciutat, el castell va aquarterar la tropa de la plaça. Durant la Guerra dels Deu Anys (1868-1878), va esdevenir caserna del Cos de Voluntaris de L'Havana.
En 1899, el govern interventor nord-americà va ordenar traslladar l'Arxiu Nacional de la República de Cuba a la fortalesa, on va estar fins a 1906. A partir de llavors, va ser utilitzat com a caserna de la Guàrdia Rural i, des 1909, el va ocupar la direcció d'aquest cos. L'Estat Major de l'Exèrcit va ser usufructuari de l'edifici fins a 1934 i, al següent any, es va instal·lar allí el Batalló Nombre Un d'Artilleria del Regiment Set, Máximo Gómez.
Entre 1938 i 1957, el castell va albergar la Biblioteca Nacional. Després del Triomf de la Revolució Cubana a 1959, la planta alta va donar cabuda a la Comissió Nacional de Monuments i després al Centre Nacional de Conservació, Restauració i Museologia, mentre que a la planta baixa es va situar el Museu d'Armes.
Des 1990 fins al 2005 va acollir al Museu Nacional de la Ceràmica, actualment és el Museu Castell de la Real Fuerza.
Com a part del centre històric de La Habana Vieja, la fortalesa integra la llista del Patrimoni Mundial, condició concedida en la 6a Reunió del Comitè Intergovernamental de la Convenció del Patrimoni Mundial, Cultural i Natural celebrada a la seu de la UNESCO a París, entre els dies 13 i 17 de desembre de 1982.

## Arquitectura
El castell es caracteritza per la simetria perfecta, pròpia de l'arquitectura renaixentista del segle xvi. La planta es pot entendre com un quadrat dividit en nou parts iguals que rematen quatre bastions regulars, o com quatre quadrats concèntrics, el primer dels quals -de l'interior a l'exterior- és el pati. Els baluards es van construir seguint les noves tècniques imposades llavors per l'ús del canó que, estès des del segle xv, va determinar que les fortaleses fossin aixecades amb gruixuts murs per tenir major resistència a les bales. Al voltant, un fossat limitat pel mur perimetral.
En el seu moment, a la Real Fuerza se li van assenyalar nombrosos defectes: pati petit, troneres massa obertes en els baluards, voltes altes i primes, absència d'escales per accedir al pis superior, fossat poc profund, deficient artilleria. Alguns d'aquests problemes es van anar esmenant, altres mai van tenir remei, però no van impedir que aquesta fortificació havanera servís de model a moltes altres que després es van aixecar al continent americà entre els segles xvi i xviii.